# Anthracosiphon
Anthracosiphon är ett släkte av insekter som beskrevs av Hille Ris Lambers 1947. Anthracosiphon ingår i familjen långrörsbladlöss.
Kladogram enligt Catalogue of Life och Dyntaxa:
| Anthracosiphon | \| \| Anthracosiphon crystleae \| \| \| \| \| \| Anthracosiphon hertae \| \| \| \| |
|                | \| \| Anthracosiphon crystleae \| \| \| \| \| \| Anthracosiphon hertae \| \| \| \| |
|                | Anthracosiphon crystleae                                                           |
|                |                                                                                    |
|                | Anthracosiphon hertae                                                              |
|                |                                                                                    |